# La Section Anderson
La Section Anderson è un documentario del 1967, diretto da Pierre Schoendoerffer e vincitore del premio Oscar al miglior documentario.

## Riconoscimenti
- 1968 - Premio Oscar
  - Miglior documentario a Pierre Schoendoerffer